# Alekszandr Pavlovics Alekszandrov
Alekszandr Pavlovics Alekszandrov (oroszul: Александр Павлович Александров) (Moszkva, 1943. február 20. –) szovjet-orosz űrhajós.

## Életpálya
A Moszkvai terület Zagorjanszkij településén jár középiskolába, melyet 1960-ban végzett el. 1960-1962 között Szerpuhovban a katonai Repülő-műszaki Főiskola rádióelektronika szakán tanult. 1962-től 1963-ig aktív szolgálatba helyezik, a szerpuhovi Műszaki Parancsnoki Főiskola hallgatója volt, ahol azonban a főiskola átszervezése és a rádióelektronikai kar megszüntetése miatt csak egy évet tanulhatott.1964-1969 között az OKB–1 tervezőiroda technikusa. 1969-ben esti tagozaton elvégezte a moszkvai Bauman Műszaki Egyetemen villamosmérnöki doktori diplomával szerzett oklevelet. Doktorátusával az űrhajóirányítás-rendszerekre szakosodott. 1988-ban megvédte kandidátusi disszertációját. 1969-től 1974-ig az intézet mérnöke, majd vezető mérnöke, 1975-től csoportfőnök. 1974. március 4-én esik át az űrhajós orvosi vizsgálatokon. Űreszközök irányításának, hírközlő rendszerének tervezője. Segítette az űrhajósok felkészítését (űrhajóra, űrállomásra), az eredmények kiértékelését. 1978. december 1-től részesült űrhajóskiképzésben. Összesen 309 napot, 18 órát, 2 percet és 58 másodpercet töltött a világűrben. Összesen 5 órát, 59 percet és 12 másodpercet töltött külső munkákkal a világűrben. 1987-től a űrhajósok kiképzésének, oktatásának vezetője. Űrhajós pályafutását 1993. október 26-án fejezte be. 1993-1996 között az NPO Enyergija űrhajóscsoportjának vezetője. Vezetése alatt készítették a Nemzetközi Űrállomás (ISS) szimulátort, illetve az űrállomás elektrotechnikai rendszerét. 1996-2006 között az űrhajósok felkészítésével foglalkozó szervezet (RKKE) vezetője lett. 2006-tól az RKK elnökének tanácsadója.

## Űrrepülések
- Szojuz T–9 fedélzeti mérnök, hosszú távú űrrepülés a Szaljut–7 űrállomáson
- Szojuz TM–3 űrhajó fedélzetén indulva a Mir-2 fedélzeti mérnökeként szolgált

Bélyegen is megörökítették az űrrepülését.

### Tartalék személyzet
- Szojuz T–8 fedélzeti mérnök
- Szojuz T–13 fedélzeti mérnök
- Szojuz T–15 fedélzeti mérnök

## Kitüntetések
Kétszer kapta meg a Szovjetunió Hőse kitüntetést és a Lenin-rendet.

## Sporteredmények
- 1970-ben 2. osztályú sportpilóta – 53 óra repüléssel
- 1970-ben 3. osztályú ejtőernyős – 23 ugrással
- 1. kategóriás hegyi síelő

## Írásai
Több szakmai könyv szerzője.